# Mel·lífer de Nova Caledònia
El mel·lífer de Nova Caledònia (Myzomela caledonica) és una espècie d'ocell de la família dels melifàgids (Meliphagidae) que ha estat considerat coespecífic de Myzomela sanguinolenta.

## Descripció
- Menjamel amb una llargària d'uns 11 cm i un pes de 6.5 - 8 grams. Mascle una mica major que la femella.
- Mascle amb cap, pit i dors vermell. Ales i cua negre. Ventre i carpó blanc.
- Femella amb color general marró. Un lleuger to vermell a la cara.
- Jovens semblants a la femella.

## Hàbitat i distribució
Habita zones boscoses i manglars de Nova Caledònia.

## Taxonomia
Considerat sovint una subespècie de Myzomela sanguinolenta, el Congrés Ornitològic Internacional el considerà una espècie de ple dret arran les publicacions de Higgins, Christidis et Ford (2008).